# خانه خادم آستانه
خانه خادم آستانه مربوط به اوایل دوره قاجار است و در شهرستان انار، جنب امامزاده محمد صالح واقع شده و این اثر در تاریخ ۲۴ اسفند ۱۳۸۳ با شمارهٔ ثبت ۱۱۶۱۴ به‌عنوان یکی از آثار ملی ایران به ثبت رسیده است.